# Mercedes-Benz L 325
Le Mercedes-Benz L 325 est un camion produit par Daimler-Benz à l'usine de Gaggenau de juin 1954 à 1957. Il remplace le L 5500. Le L 325 était uniquement construit avec une carrosserie de camion à capot long, soit avec une plate-forme, une benne basculante ou en tant que tracteur à propulsion arrière.

## Modèles
- L 325 : Modèle de base, plateau, traction arrière
- LK 325 : Benne, traction arrière
- LS 325 : Tracteur, traction arrière

## Technologie

### Châssis et transmission
Le L 325 est un camion à deux essieux doté d'un châssis-échelle à profil en U dont les traverses sont rivetées aux longerons. Les deux essieux rigides sont suspendus sur deux ressorts à lames à l'avant et à l'arrière. L'essieu arrière dispose également de ressorts progressifs supplémentaires. Pour l'essieu avant, des amortisseurs étaient disponibles d'usine sur demande. Les pneus eHD de taille 10-20 sont montés sur des jantes à épaulement inclinées de taille 7,5-20, avec des pneus jumelés à l'arrière. Des pneus renforcés de la même taille étaient disponibles sur demande. Le système de freinage Teves agit hydrauliquement sur les quatre tambours de frein avec un support d'air comprimé. La direction est réalisée à l'aide d'un système de direction à vis sans fin avec un tirant non divisé; Le L 325 est uniquement disponible en conduite à gauche.
La force motrice est transférée du moteur à la boîte de vitesses mécanique à crabot ZF AK 5-33 à cinq vitesses, qui peut être bloqué avec le moteur, via un embrayage monodisque à sec Fichtel & Sachs LA 50, ensuite, la puissance est transmise jusqu'au différentiel à engrenages coniques de l'essieu arrière via un arbre à cardan. Il n'y a pas de transmission intégrale pour le L 325. Les camions-benne ont un entraînement pour la pompe à huile de la benne, qui est entraînée par la boîte de vitesses.

### Moteur
Le L 325 est propulsé par le moteur Diesel OM 325 de Mercedes-Benz introduit en 1954. L'OM 325 est un moteur six cylindres en ligne avec injection par préchambre et refroidissement à eau. Le bloc moteur composé du bloc-cylindres et du carter est en fonte alliée au nickel. L'alésage du cylindre est de 105 mm et la course du piston est de 140 mm. Le moteur a une cylindrée de 7 274 cm³ et produit 125 ch. Les pistons de Mahle sont moulés en métal léger. Ils sont équipés de quatre segments de piston, dont un chromé, et de deux segments de contrôle d'huile. La puissance est transmise via des bielles à section d'arbre en double T à un vilebrequin forgé, trempé à tous les points d'appui et doté de sept roulements avec contrepoids et amortisseurs de vibrations.
Le vilebrequin entraîne l'arbre à cames à sept paliers dans le carter via des engrenages droits, qui actionnent les soupapes suspendues verticalement via des poussoirs, des tiges de poussée et des culbuteurs. Chaque cylindre possède une soupape d'admission et une soupape d'échappement. Les deux culasses, couvrant chacune trois cylindres, sont amovibles et disposent d'un joint de culasse en amiante.
L'air d'admission est nettoyé par deux filtres à air à bain d'huile avec silencieux d'admission et atteint les cylindres via un tuyau d'admission passant à travers le couvre-culasse. Le carburant est nettoyé avec un préfiltre en feutre et injecté dans les préchambres par une pompe à injection contrôlée par un régulateur à boules Bosch PES 6A 80 B 410 RS 64/7 via une buse d'injection Bosch DNO SD 211. Le moteur est lubrifié avec une lubrification par circulation sous pression; L'huile délivrée par une pompe à huile à engrenages est nettoyée par un filtre dans le flux principal. Le carter d'huile du moteur est en métal léger en-dessous. Le moteur est refroidi par un refroidisseur à tubes d'eau dont l'air chaud est évacué par un ventilateur.